# Tito Rutílio Propinquo
Tito Rutílio Propinquo (em latim: Titus Rutilius Propinquus) foi um senador romano nomeado cônsul sufecto para o nundínio de maio a junho de 120 com Caio Quíncio Certo Publício Marcelo. Provavelmente era originário da cidade pisídia de Cremna, onde diversas inscrições de membros de sua família foram recuperadas. "Propinquus" significa "parente próximo". Algumas inscrições mencionam seu nome como sendo Lúcio.